# Moonraker
Moonraker é um filme franco-britânico de acção, aventura, espionagem e ficção científica de 1979, o 11.º da série James Bond com Roger Moore no papel do agente secreto. O filme retrata uma aventura de James Bond no espaço sideral em que o agente secreto tem por missão destruir cúpulas de orquídeas negras que, se entrassem na Terra, causariam o fim da humanidade. Ao lado da cientista Holly Goodhead, Bond segue pistas da Califórnia a Veneza, passando pelo Rio de Janeiro e pela Floresta Amazônica.
Moonraker foi concebido como um filme pelo autor Ian Fleming em 1954, mesmo antes da conclusão do romance. Os produtores do filme haviam planejado inicialmente rodar o filme For Your Eyes Only, mas optaram por Moonraker devido ao crescimento do interesse em ficção científica ocasionado pelo sucesso estrondoso de Star Wars, lançado dois anos antes. Problemas de orçamento fizeram com que a produção fosse deslocada para a França, contando com algumas locações também na Itália, Guatemala, Brasil e Estados Unidos. Os estúdios de som de Pinewood, na Inglaterra, foram novamente utilizados, mas somente para finalização de efeitos especiais.
Realizado por Lewis Gilbert e produzido por Albert R. Broccoli e Michael G. Wilson, Moonraker é notório também por seu alto custo de produção em torno de 34 milhões de dólares, quase o dobro do custo do antecessor The Spy Who Loved Me. O filme recebeu críticas mistas, porém, foi elogiado pelos efeitos visuais. Derek Meddings foi indicado ao Óscar de Melhores Efeitos Visuais e o filme arrecadou mais de 210,3 milhões de dólares mundialmente, um recorde da franquia James Bond superado apenas por GoldenEye em 1995.

## Elenco
- Roger Moore - James Bond
- Michael Lonsdale - Sir Hugo Drax
- Lois Chiles - Holly Goodhead
- Richard Kiel - Jaws
- Corinne Cléry - Corinne Dufour
- Toshiro Suga - Chang
- Bernard Lee - M
- Lois Maxwell - Miss Moneypenny
- Desmond Llewelyn - Q
- Geoffrey Keen - Sir Frederick Gray
- Walter Gotell - General Gogol
- Carlos Kurt - Segurança do Aeroporto
- Youssef Salim Elias - Comparsa de Jaws

## Produção

### Desenvolvimento
Ian Fleming cria James Bond em 1952 que se tornou um verdadeiro sucesso na cultura popular no final da década de '50. Nos anos '60, Bond torna-se um ícone cultural ao ser adaptado para o grande ecrã. O sucesso de The Spy Who Loved Me' em 1977 permitiu a continuidade de James Bond bem como a sua popularidade. Moonraker provou que o céu não é o limite.
Nos créditos finais de The Spy Who Loved Me, o produtor anunciava que a próxima aventura seria For Your Eyes Only mas o aumento de filmes de ficção científca como Star Wars fez mudar a decisão de Broccoli e da United Artists (UA) e adaptam o terceiro romance de Fleming. Porém, mudam praticamente todo o conteúdo a não ser o nome do vilão e pouco mais. No livro original, Bond intercepta um rocket lançado contra Londres mas os responsáveis afirmam que esta história não teria grande projecção. O desenhista Ken Adam regressa à direcção artística para desenhar os mais variados cenários. O filme mostra ambição à equipa mas Broccoli quer basear-se na realidade e não criar um filme de ficção científica.
Na procura de localidades, o director executivo da UA viaja até o Nepal e a Índia mas não encontraria os elementos certos para a produção até que Broccoli viaja até o Brasil visitando as Cataratas do Iguaçu e aí decide em produzir o filme naquele país. Embora o argumento ainda não estava escrito, a equipa grava o carnaval do Rio de Janeiro. Para a sequência dos mini-aviões, a equipa viaja até o estado de Oklahoma. O plano foi primeiramente abandonando mas recuperado para filme Octopussy. Por fim, em Veneza, Broccoli decide em pegar mais uma vez a cidade para a série e divulga o orçamento disponível para o filme, 32 milhões de dólares, um dos maiores da altura.
Em Paris, o produtor começa a entrevistar vários actores. Michael Lonsdale é contratado para interpretar o papel de Drax. Dado que o filme é uma co-produção anglo-francesa os responsáveis teriam que ter um actor gaulês. Lois Chiles é designada para o papel de Dr. Goodhead, uma cientista da CIA que mudou o esterótipo da mulher nos anos '70. Toshiro Suga inerpreta Chang, o guarda-costas de Drax. Richard Kiel, a pedido de muitos fãs, regressa neste filme que passa gradualmente a aliado de Bond.
A 11 de Agosto de 1978, as filmagens têm oficialmente o seu início nos estúdios Epinay, em França, com a cena da grande câmara do centro de controlo de Drax. Na terceira semana, é filmada a cena com uma centrifugadora espacial onde os produtores franceses recusavam trabalhar durante os fim-de-semanas. A 25 de Setembro, a equipa filma em Veneza o cenário do escritório de M no Brasil e prepara a cena de acção com a gôndola onde preparam quatro gôndolas para realizar a sequência. M teria a sua última aparição pela mão de Bernard Lee na série de Bond.
Ken Adam prepara cenários ultra-futuristas, uma das razões do grande sucesso da série. O filme é marcado por uma série de recordes tais com o confronto entre Bond e Chang na qual batem um recorde da quantidade de vidro partido numa única cena; na maior simulação de gravidade zero no maior estúdio criado em França.
Depois do Natal em Paris, a unidade viaja até o Rio de Janeiro e aproveita a chegada de Moore para filmar o concorde da viagem de Bond. Na cidade é filmada uma das cenas mais arriscadas: a luta entre Moore e Jaws por cima do teleférico. A unidade é dividida em duas, uma delas para recriar o carnaval do Rio e outra para filmar as cataratas de Iguaçu.
Por fim, com a ajuda de Derek Mendings e sem a ajuda de computadores modernos, são filmados várias cenas dos vaivéns espaciais e a batalha espacial nos estúdios da Pinewood. Todos os efeitos especiais levem uma nomeação por parte da Acadmia dos Óscars de Hollywood.
O filme, com o slogan Outer Space now belongs to 007 (O Espaço pertence agora a 007), filmado em sete países, quatro estúdios diferentes e com uma despesa superior aos seis primeiros filmes juntos, é estreado no Verão de 1979 esmagando mais um recorde de bilheteiras.
Houve uma polêmica, não divulgada na época, que a modelo Adele Fátima, seria a primeira Bond Girl brasileira, segundo depois a própria atriz teria revelado no programa de televisão Elas apresentado por Luciana Vendramini em televisão a cabo, que houve uma suposta rejeição da atriz brasileira por parte da esposa de Roger Moore e da produção do filme contra a participação da atriz brasileira, que era conhecida como garota propaganda de uma marca de sardinhas enlatadas com sede em Niterói

### Filmagens

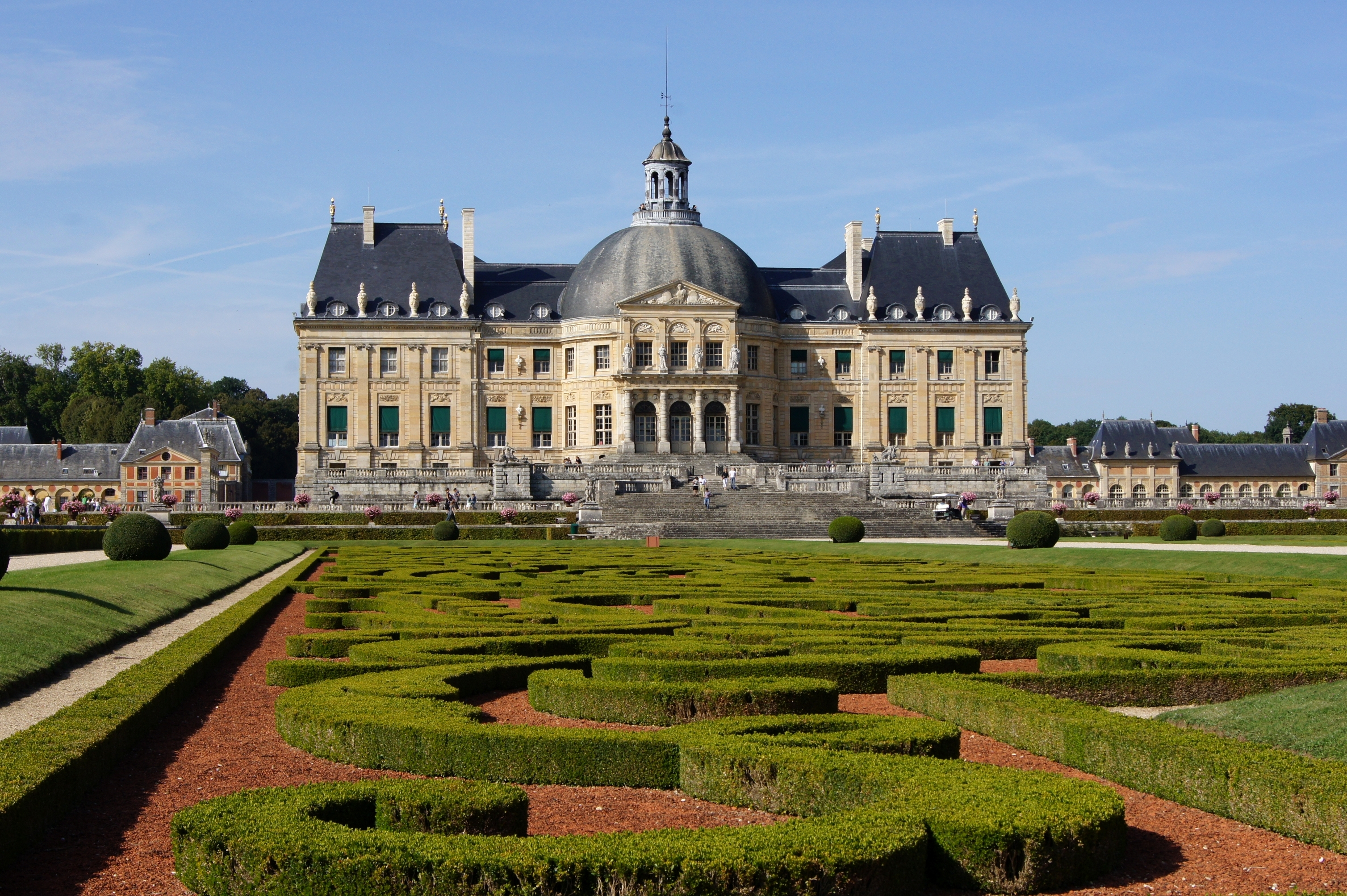
Vaux-le-Vicomte serviu de locação para a Mansão Drax. Uma ampla visão aérea da propriedade pode ser vista na cena da chegada de James Bond.

As filmagens principais foram transferidas do tradicional Pinewood Studios para a França por conta de alta taxação na Inglaterra à época. Somente as cenas do interior do bondinho e o embate no espaço sideral foram filmados em Pinewood. Os cenários gigantes concebidos por Ken Adam foram os maiores já construídos na França e necessitaram de mais de 220 mil horas de trabalho de montagem. O filme foi rodado em três dos maiores estúdios em solo francês em Épinay e Boulogne-Billancourt. Os 220 técnicos utilizaram 100 toneladas de metal, duas toneladas de cordas e 10 mil pés de madeira para construir o cenário da estação espacial no Eponay Studios. O museu vítreo veneziano e a luta entre Bond e Chang foram filmados no Boulogne Studios em um edifício que serviu como fábrica de aeronaves durante a Ocupação Nazista. A cena do museu detém ainda hoje o recorde de maior quantidade de vidro de açúcar destruído em uma única cena. 
A suntuosa mansão de Drax, localizada na Califórnia, foi filmada no Castelo de Vaux-le-Vicomte, a cerca de 55 km ao sudeste de Paris. As cenas interiores da mansão, incluindo as cenas com Corinne Dufour e na sala de desenho, foram filmadas no Château de Guermantes, no norte do país.

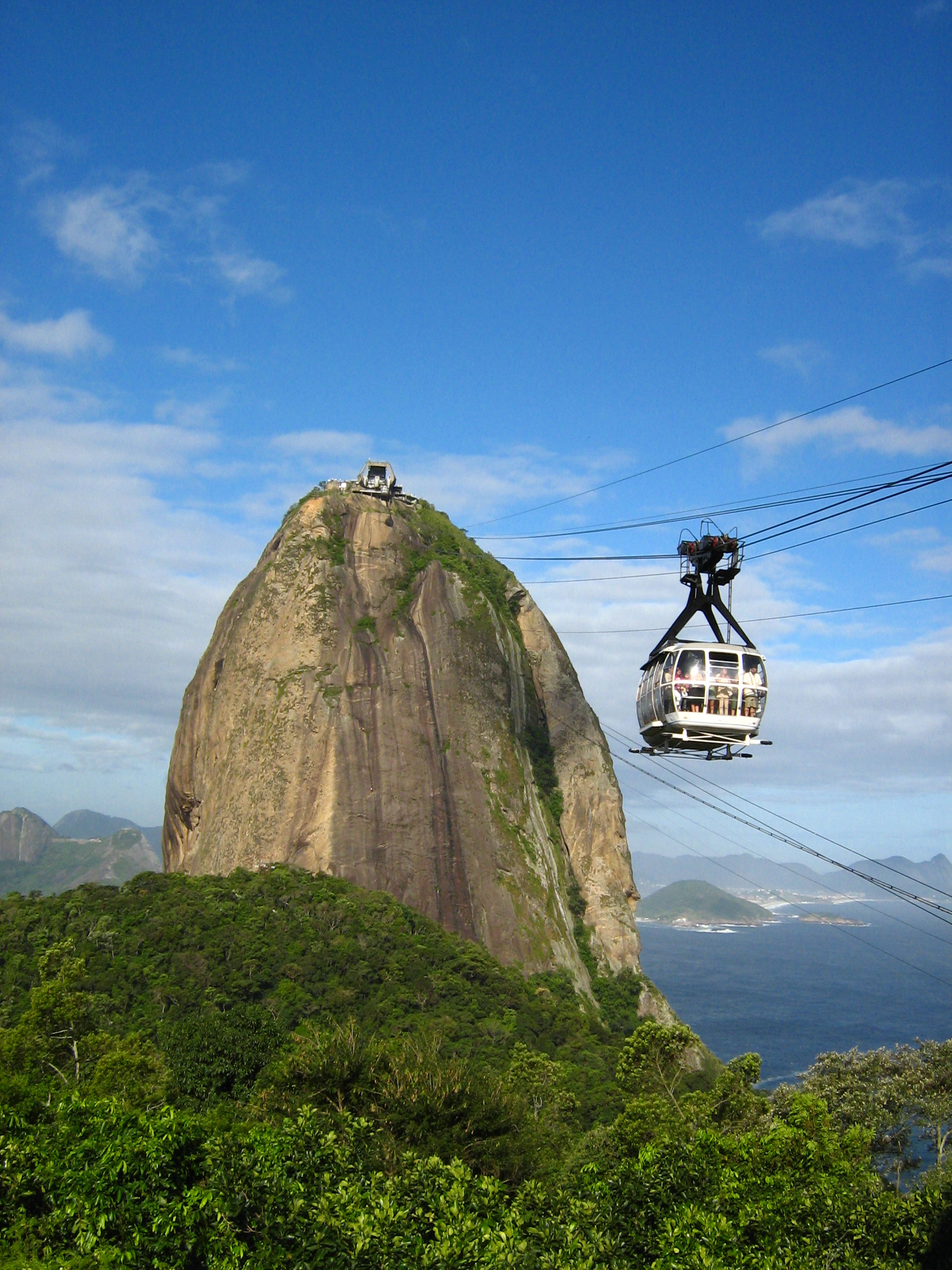
O dublê Richard Graydon escapou de uma queda fatal na gravação da sequência do Bondinho do Pão de Açúcar.

Grande parte do filme foi rodada nas cidades de Londres, Paris, Veneza, Palmdale, Port St. Lucie e Rio de Janeiro. A equipe de produção considerou Índia e Nepal como locações no filme, mas ao chegar nestes locais para sondagem decidiram que seria ilógico incluí-los no roteiro, especialmente por conta do calendário apertado. Broccoli havia escolhido o Rio de Janeiro como cenário logo desde o começo da produção após passar férias na cidade, enviando uma equipe para sondagem e primeiras filmagens no início de 1978. A equipe realizou filmagens do carnaval de rua carioca e em partes do desfile da escola de samba Acadêmicos do Salgueiro, ambos utilizados no filme.  
Roger Moore chegou ao Rio de Janeiro muitos meses depois e dias após o combinado para as filmagens, devido principalmente a uma crise de cálculos renais que o havia acometido quando ainda filmava na França. Ao chegar na cidade, Moore foi imediatamente preparado por figurinistas e maquiadores e depois reembarcou no mesmo avião para filmar a chegada de James Bond ao Rio de Janeiro. O Pão de Açúcar foi uma das principais locações do filme e durante a sequência da luta no Bondinho, na qual Bond e Goodhead são atacados por Jaws, o dublê Richard Graydon escorregou e evitou uma queda fatal. Na cena em que Jaws rói o cabo de aço do Bondinho foram utilizados cabos de caramelo, apesar de que Kiel precisou usar suas dentaduras de metal. 